# Номи Греції
Номи (грец. Νομοί της Ελλάδας) — це колишні адміністративно-територіальні одиниці Греції. Крім 52 номів (додатково ном Аттика поділялась на 4 префектури — фактично субноми) Греція також була поділена на 13 периферій. Після набуття чинності програми «Каллікратіс» номи були замінені на периферійні одиниці, при цьому частково було просто змінено статус номів, а частково — створено повністю нові адміністративні одиниці з новими межами.

## Перелік номів Греції
| 1. Еврос 2. Ксанті 3. Родопі 4. Драма 5. Кавала 6. Іматія 7. Салоніки 8. Пелла 9. Пієрія 10. Кілкіс 11. Серрес 12. Халкідіки 13. Гревена 14. Касторія 15. Козані 16. Флорина 17. Кардиця 18. Лариса 19. Магнісія 20. Трикала 21. Арта 22. Теспротія 23. Яніна 24. Превеза 25. Закінф 26. Керкіра 27. Кефалінія та Ітака 28. Лефкас | 1. Етолія і Акарнанія 2. Ахая 3. Еліда 4. Беотія 5. Евбея 6. Евританія 7. Фтіотида 8. Фокіда 9. Арголіда 10. Аркадія 11. Коринфія 12. Лаконія 13. Мессенія 14. Аттика a. Східна Аттика: b. Афіни: c. Західна Аттика: d. Пірей 1. Самос 2. Лесбос 3. Хіос 4. Додеканес 5. Кіклади 6. Іракліон 7. Ласітіон 8. Ретимно 9. Ханья A. Гора Афон |  |

## Номи, що не мають виходу до моря
| - Драма - Кілкіс - Флорина - Пелла - Касторія - Козані | - Гревена - Яніна - Трикала - Кардиця - Евританія |

## Номи, що мають у складі острови
| - Керкіра - Кефалінія - Лефкас - Лесбос - Закінф - Хіос - Самос | - Евбея - Кіклади - Додеканес - Ханья - Ретимно - Іракліон - Ласітіон |